# ريتشل ماكان
ريتشل ماكان (بالإنجليزية: Rachel McCann)‏ هي لاعب هوكي الحقل نيوزيلندية، ولدت في 29 أبريل 1993.